# La barraca (serie de televisión)
La barraca es una serie de televisión dirigida por León Klimovsky y estrenada por Televisión española en 1979. La serie se basa en la novela homónima de Vicente Blasco Ibáñez, adaptada por Manuel Mur Oti y con música de Alfonso Santisteban. La sintonía de apertura, Si al final, estaba cantada por Victoria Abril. El 30 de marzo de 2009 la serie fue reestrenada en la página web de Radio Televisión Española, donde se pueden ver íntegros todos los capítulos y de forma permanente.

## Argumento
La serie narra las dificultades de la vida en la Valencia rural de finales del siglo XIX.
Capítulo 1 - El tío Barret (primera emisión: 01-octubre-1979)
La tragedia hace presa en el tío Barret. Su barraca, por la que ha trabajado la tierra durante toda la vida, al igual que lo hicieron su padre y su abuelo, se le escapa de las manos. Ahora, en la vejez, no rinde trabajando la huerta como en la juventud y no puede hacer frente a los débitos. Don Salvador, el propietario de la barraca le apremia para que pague las deudas contraídas. Al no poder hacerlo, le denuncia al juzgado para que proceda al desahucio. El tío Barret, Amparo, su mujer, y sus cuatro hijas, son puestos en la calle. Les recogen los vecinos amigos ya que solo pueden prestarle esa ayuda. El tío Barret, encendido de rabia, no se resigna a perderlo todo. Él irá a la cárcel, pero su barraca, no la disfrutará el maldito viejo usurero.
Capítulo 2 - Los Borrull (primera emisión: 02-octubre-1979)
Pepeta, la mujer de Pimentó, va diariamente a Valencia con su vaca a vender leche fresca. En el barrio de los burdeles encuentra a Rosario, la hija mayor del tio Barret, convertida, como sus hermanas, en una prostituta. Al regresar a la huerta, ve asombrada que llega un carro cargado de muebles a la barraca de Barret : son Batiste, su mujer Teresa y sus cuatro hijos (en la serie son cinco: Roseta, Batistet, Ramón, Eustaquio y Pascualet). La barraca va a ser ocupada. La noticia corre como la pólvora, mientras Batiste y su familia queman la cizaña, reparan la barraca, lavan y pintan. Los vecinos los contemplan agresivos, silenciosos; los amigos de Pimentó se reúnen, murmuran, conspiran, preparan su ataque. Batiste comienza a sentir la hostilidad que le rodea. 
Capítulo 3 - El tribunal de las aguas (primera emisión: 03-octubre-1979)
Batiste va a Valencia, donde ha sido citado por el Tribunal de las Aguas. Ha sido una falsa denuncia de Pimentó y los huertanos quienes acusan a Batiste de servirse de las aguas de la acequia de la comunidad, fuera de su turno. Batiste es condenado al pago de una multa y a suspender quince días el uso del agua. Acude a su amo, el hijo de don Salvador, pero este le aconseja que tiene que aguantar, para no aumentar el descredito de la barraca.
Capítulo 4 - La espiral de violencia (primera emisión: 04-octubre-1979)
Roseta y su madre van al pueblo de Alboraya para oír misa, y al pasar por la carnicería donde trabaja Tonet. La chica deja caer una invitación para verla en la fuente de la Reina, por la tarde. Ella llega antes que Tonet a la fuente y se encuentra con un grupo de muchachas, una de ellas es Juli, la sobrina de Pimentó. Las frases se cruzan, cada vez más agresivas, hasta que Roseta y Juli se enzarzan en una pelea. Juli lleva las de perder, pero las muchachas se lanzan sobre la hija de Batiste, la agreden entre todas y luego huyen rápidamente. Roseta, maltrecha, regresa a la barraca. 
Capítulo 5 - El hijo, el caballo, la vida... (primera emisión: 05-octubre-1979)
Pascualet, el hijo menor de Batiste, es atacado y arrojado a una acequia por los niños del pueblo. El pequeño es examinado por el médico en la barraca de Batiste. Batiste anuncia que el caballo ha muerto. Todos lloran, Roseta besa al caballo y Batiste y su hijo cavan una fosa para el animal poniendo en ella una cruz, pues le consideran como de la familia. El amo de Batiste le ayuda y regresa de Valencia con un nuevo caballo. Al pasar por la taberna todos le miran. Esa misma noche, llorando, Teresa anuncia que se muere Pascualet. Todos corren al dormitorio y, mientras, alguien apuñala al caballo nuevo.  
Capítulo 6 - La tregua (primera emisión: 08-octubre-1979)
Mientras las mujeres velan el cadáver del pequeño, un veterinario cura al caballo. La barraca de Batiste se llena de gente: Copa, don Joaquín, los huertanos y hasta Pimentó y su cuadrilla. Los huertanos abruman a Batiste con sus atenciones. Pasa el tiempo. Ha llegado la festividad de san Juan, la cosecha es abundante y la familia entera recoge el grano. Una noche los vecinos arrastran a la taberna a Batiste. Pimentó provoca a Batiste y termina abofeteándole. Batiste se contiene, pero cuando Pimentó le amenaza con la navaja, levanta un taburete y se lo parte en la cabeza. Pimentó rueda con la cabeza partida y todos rodean amenazadoramente a Batiste, quien acaba marchándose en silencio. 
Capítulo 7 - Fin del espejismo (primera emisión: 09-octubre-1979)
Batiste irrumpe en su barraca, donde Pepeta cose junto a Teresa. Cuenta lo sucedido y pide a Pepeta que se vaya, puesto que él puede haber matado a Pimentó; Pepeta se aleja entre sollozos. Batiste reúne a todos, ahora tendrán que vivir dentro de la barraca, tienen que cuidarse de la furia de los vecinos. Pepeta en Valencia confía sus penas a Rosario, la prostituta, pero esta insiste en que la actitud de Pimentó fue justa. Pepeta se va enfadada, y al llegar a la huerta encuentra a Teresa, que la esta esperando para hablar y salvar la amistad que las une. A la barraca llegan Joaquín y los dos hijos de Batiste, pues el maestro prefiere que no vayan a la escuela, pero que sigan vivos. 
Capítulo 8 - El miedo (primera emisión: 10-octubre-1979)
De la barraca de Pimentó se ve salir y entrar gente. Batiste reúne a la familia para decidir si aguantan o se marchan. Deciden quedarse. Batiste decide ir a Valencia a comprar otra escopeta para su hijo. Pimentó, contra todo lo esperado, mejora. Tonet visita a Roseta y le ofrece seriamente su ayuda para vigilar a los suyos. 
Capítulo 9 - La barraca (primera emisión: 11-octubre-1979)
Batiste regresa de cazar cuando el silbido de una bala le echa al suelo. Divisa a Pimentó a lo lejos, oculto entre los árboles; intenta esconderse y Pimentó le sigue. Batiste cae con dos plomos en la espalda pero está vivo y se mantiene oculto hasta tener a Pimentó en su campo de tiro, entonces dispara.

## Reparto
- Álvaro de Luna ... Batiste
- Marisa de Leza ... Teresa
- Victoria Abril ... Roseta
- Juan Carlos Naya ... Tonet
- Lola Herrera ... Pepeta
- Luis Suárez ... Pimentó
- Eduardo Fajardo ... Barret
- Terele Pávez ... Amparo
- Gabriel Llopart ... Don Joaquín
- Fernando Hilbeck ... Copa
- Adrián Ortega ... Salvador
- Miguel Ayones ... Médico

## Premios
TP de Oro (1979)
- Mejor serie nacional.
- Mejor Actor: Álvaro de Luna.
- Mejor Actriz: Lola Herrera.